# Raith House
Raith House ist ein Herrenhaus in der schottischen Stadt Kirkcaldy in der Council Area Fife. 1972 wurde das Bauwerk als Einzeldenkmal in die schottischen Denkmallisten in der höchsten Denkmalkategorie A aufgenommen. Des Weiteren ist der zugehörige Gutshof separat als Kategorie-A-Bauwerk klassifiziert.

## Geschichte
Raith war die erste Länderei, welche die aufstrebende Familie Melville in Fife erwarb. Alexander Melville, Lord Raith ließ dort im Jahre 1694 Raith House errichten. Für den Entwurf zeichnet der schottische Architekt James Smith verantwortlich, der mit Newhailes House und Strathleven House bereits zwei ähnliche Häuser geplant hatte. 1725 erwarb Robert Ferguson das Anwesen. Sein Erbe William ließ Raith House überarbeiten und erweitern. Die Pavillons stammen aus dem Jahr 1785. James Playfair gestaltete den Innenraum. Ein ionischer Portikus wurde um 1800 ersetzt. Das Anwesen wird innerhalb der Familie vererbt.

## Beschreibung
Raith House steht am Westrand Kirkcaldys. Das Mauerwerk des zweistöckigen Herrenhauses besteht aus Bruchstein mit abgesetzten Natursteindetails. Ehemals waren die Fassaden mit Harl verputzt. Die nordwestexponierte Hauptfassade des Corps de Logis des palladianischen Gebäudes ist sieben Achsen weit. Am drei Achsen weiten Mittelrisaliten tritt ein einstöckiger pilastrierter Portikus heraus. Eine siebenstufige Vortreppe führt zum Eingangsportal hinauf. Das zweiflüglige Eingangsportal schließt mit einem Kämpferfenster. Im Tympanum des Dreiecksgiebels flankieren aufwändig skulpturierte Kartuschen ein Wappen. Entlang der Fassaden sind sechs- und zwölfteilige Sprossenfenster verbaut. Unterhalb des schiefergedeckten Plattformdaches verläuft ein Kranzgesims. Flankierend treten sieben Achsen weite Pavillons hervor. Hellere Sandsteineinfassungen kontrastieren ihr aus grob zu Quadern behauenem dunklen Gestein bestehendes Mauerwerk.

## Gutshof
Rund 100 m nordwestlich des Herrenhauses befindet sich der klassizistisch ausgestaltete Gutshof. Er wurde um 1785 durch William Playfair erbaut. Die ein- oder zweistöckigen, länglichen Gebäude umschließen einen Innenhof vollständig. Mittig an der neun Achsen weiten, südexponierten Hauptfassade führt ein segmentbogiger Torweg auf den Innenhof. Gesimse bekrönen die flankierenden Nischen und Fenster. An der Hauptfassade wurde grob zu Quadern behauener Stein verwendet, während die übrigen Mauern aus Bruchstein bestehen.